# سرافراز
سرافراز می‌تواند به افراد زیر اشاره کند:
- محمد سرافراز ((زاده ۱۳۴۰)، رئیس سازمان صدا و سیمای جمهوری اسلامی ایران
- جواد سرافراز (۱۳۳۲ - ۱۳۶۰)، عضو شورای مرکزی حزب جمهوری اسلامی و مسئول دفتر آیت الله دکتر سید محمد بهشتی
- علی سرافراز یزدی، (زادهٔ ۱۳۲۹ در مشهد) نمایندهٔ حوزهٔ انتخابیهٔ مشهد و کلات در دورهٔ هفتم مجلس شورای اسلامی